# Psychomyia malickyi
Psychomyia malickyi là một loài Trichoptera trong họ Psychomyiidae. Chúng phân bố ở miền Ấn Độ - Mã Lai.